# 李勣

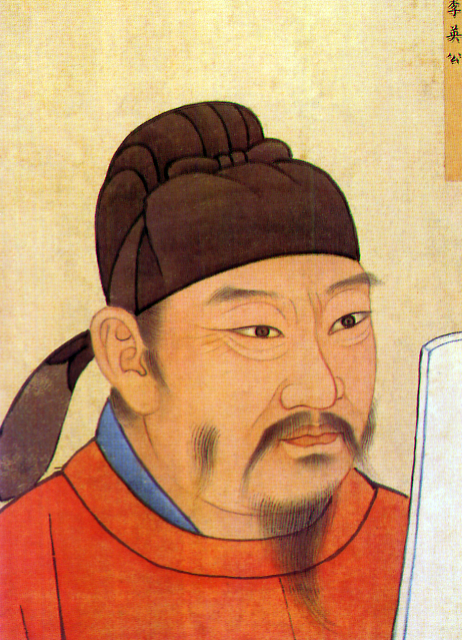
李勣・『清宮殿蔵本』より

李 勣（り せき、開皇14年（594年） - 総章2年12月3日（669年12月31日））は、中国の唐の軍人。原名は徐世勣。唐より国姓の李を授けられて李世勣となり、後に太宗李世民を避諱して李勣と改めた。字は懋功（ぼうこう）。本貫は曹州離狐県。李靖と共に初唐の名将とされ、高句麗征服など数々の功績を挙げた。

## 経歴

### 出身
隋末に滑州衛南県に移り住んだ。富家の出身で、多くの下僕を抱え、穀物の蓄えも豊富にあり、父の徐蓋とともに困窮した者を別け隔てなく援助した。

### 翟譲・李密に従う
大業の末年、17歳の時に群盗の翟譲に従った。翟譲は徐世勣の案を採用して、地元での略奪を避け、宋郡・鄭郡の黄河を行き交う商船・旅船を襲って物資を手に入れ、勢力を拡大していった。
楊玄感の乱に参じた李密が雍丘に逃れてくると、翟譲を説得して李密を主君として推戴した。隋将王世充を奇計で破り、右武候大将軍・東海郡公となる。
当時、河南・山東地方で大水害が発生し、皇帝は飢えに苦しむ人々に黎陽倉の食糧を配給するよう命じたが、官吏が発布しなかったため、日に数万人もの民衆が亡くなっていた。徐世勣は李密に「天下の大乱の原因は飢えによるものです。黎陽倉を得ることができれば大事を成せるでしょう」と説き、同意を得た。黎陽倉を攻め落とし、倉を開いて人々に食糧を自由に取らせると、わずかの間に20万の兵が集まった。
大業14年（618年）3月に煬帝が宇文化及に殺害されると、李密は隋の恭帝侗に帰順し、徐世勣は右武候大将軍に任じられた。宇文化及が黎陽を攻めた際、徐世勣は黎陽倉の周囲に深い堀を設けて守りを固め、地下道から奇襲をかけて撃退した。
武徳元年（618年）10月、李密が唐に帰順して長安へ去ると、徐世勣は李密の旧領である河南・山東一帯を統治し、いかなる勢力にも帰属しなかった。そして長史の郭孝恪に言った。「この人々や土地はみな魏公（李密）のものだ。私がこれを献上すれば、主君の敗北を利用して自分の功績とすることになり、私はそれを恥とする。郡県の戸籍と軍人の数を記録してすべて魏公に報告しよう。魏公が自ら献上すれば、これは魏公の功績となる」。こうして李密に使者を派遣した。唐の高祖李淵は自分への上表がないことを不審に思ったが、その本意を知ると「徐世勣は恩徳を感じて功績を譲る、まことの純臣である」と喜び、黎陽総管・上柱国・萊国公に任じた。のちに右武候大将軍・曹国公に改め、国姓の李姓を与えた。河南・山東の兵を統率させ、王世充に備えさせた。
その後も李密のために黎陽を守っていたが、同年12月に李密が唐に叛いて殺されると、李淵に願い出て李密の遺体を引き取り、君臣の礼をもって黎陽山の西南に埋葬した。

### 唐の臣下として

#### 高祖時代
武徳2年閏月（619年3月）、黎陽の民衆と河南十郡をもって唐に帰順し、黎州総管・曹国公となった。李姓を賜り李世勣と改名する。
同年、竇建德の攻撃を受けて黎陽が陥落し、李世勣は降伏した。父の徐蓋が人質となり、引き続き黎陽の守備を命じられたが、武徳3年（620年）に唐へ亡命した。武徳4年（621年）に秦王李世民に従って洛陽の王世充を討伐し、虎牢関で沈悦を降伏させ、王行本を捕らえた。竇建德・王世充を平定して帰還する時、李世民が上将、李世勣が下将となり、金色の甲冑を身につけて兵車に乗り、太廟に勝利を報告した。
また、李世民に従って劉黒闥・徐円朗を破り、左監門大将軍に累進した。徐円朗が再び反乱を起こすと河南大総管となり、これを平定した。武徳7年（624年）に李孝恭が輔公祏を討伐した際、李世勣は歩兵1万人を率いて淮河を渡り、寿陽を奪取し、江西の敵の砦を攻撃した。馮惠亮・陳正通を相次いで破り、輔公祏は平定された。武德8年（625年）に突厥が并州に侵攻すると行軍総管となり、太谷で突厥を撃退した。

#### 太宗時代
貞観元年（627年）、李世民が即位すると并州都督に任命された。貞観3年（629年）には通漢道行軍総管となり、突厥の頡利可汗を白道で破った。突厥が和睦を請うと、唐は赦免の使者として唐倹を派遣したが、李世勣は李靖に「頡利が沙漠を渡って九姓鉄勒の庇護を受ければ追跡は難しくなってしまう。唐儉を遣わした今なら必ず警戒を緩めるはずだ。そこを襲撃すれば戦わずして賊を平定できる」と説いた。李靖は「韓信が田横を滅ぼした策略そのものだ」と喜び、進軍して突厥を逃走させた。李世勣は沙漠へ逃れようとした頡利を阻み、その部族を降伏させて5万人以上を捕虜にした。
晋王李治（後の高宗）が并州大都督を遙任すると、李世勣は光禄大夫・并州大都督府長史となった。貞観11年（637年）に英国公に封ぜられる。并州を約16年間治め、厳正に職務を遂行した。太宗はその働きを「煬帝は優れた人材を選んで辺境の防衛にあたらせるというやり方がわからなかった。ただ遠くまで長城を築き、多くの兵士を駐屯させたが、遂に何の役にも立たなかった。私はただ李世勣を晋陽へ置いているだけで、辺境が安寧になった。まさに、数千里の長城に勝る方法ではないか」と高く評価した。また、太宗は李世勣と李靖の功績について「李靖と李世勣の二人には秦の白起や漢の韓信、衛青や霍去病といった名将も及ばないだろう」と賛辞した。
貞観15年（641年）に兵部尚書となった。長安へ赴任する前に薛延陀の大度設が李思摩の部落に侵攻したため、李世勣は朔州行軍総管に任じられて討伐に向かい、王の一人を斬り、首領と5万人以上を捕虜にした。この功績により一子が県公となる。
李世勣が急病にかかった時、太宗は髭の灰が治療に効果があることを知り、自分の髭を切って薬を調合した。李世勣は血が出るほど頓首し、泣いて感謝したが、太宗は「国家のためにしたのだ。そこまで深謝することはない」と述べた。貞観17年（643年）に李治が皇太子となると、太子詹事・左衛率に任命され、さらに同中書門下三品へと昇進した。太宗は李世勣に「卿は以前から皇太子の長史を務めており、今をもって宮中のことを任せる。卿の働きに見合わないかもしれないが怪訝に思わないでくれ」と告げた。また、太宗はかつて宴席でこう言った。「朕の幼子を託すにあたり卿ほどふさわしい人物はいない。公は昔、李密を忘れなかった。今どうして朕に背こうか」。李世勣は涙をぬぐって礼を述べ、指を噛んで血を流した。太宗は自分の衣服を脱いで酔いつぶれた李世勣にかけた。太宗が李世勣を信任する様子はこのとおりであった。
貞観18年（644年）、唐の高句麗出兵の際に遼東道行軍大総管となり、蓋牟城・遼東城・白崖城などを攻め落とし、駐蹕山の戦いの勝利にも貢献した。その功績により一子が郡公に封じられる。
貞観20年（646年）、薛延陀の部落で騒乱が起きると、烏德鞬山で大戦して破り、薛延陀を滅ぼした。貞観22年（648年）、太常卿に転任し、引き続き同中書門下三品を務め、まもなく太子詹事に再任された。
貞観23年（649年）、太宗は死期が迫ると皇太子の李治に言った。「李世勣はお前に恩がない。私が今、彼を遠ざけるから、私が死んだ後、彼に僕射を授けよ。そうすればお前に恩義を感じて必ず死力を尽くすだろう」。かくして李世勣を疊州都督に任じて左遷した。『資治通鑑』では「李世勣が（疊州への）赴任をためらうようならば殺すべきだ」との助言も李治に残しており、李世勣は勅令を受けると家にも戻らずただちに赴任先へと向かっている。このことについて『資治通鑑』の注釈では「太宗は策略を用いて李世勣を制御し、李世勣もまた巧みに君主に仕えた」と記している。　

#### 高宗・武皇后時代
永徽元年（650年）に高宗が即位すると、検校洛州刺史となり、洛陽宮の留守を務めた。開府儀同三司・同中書門下に進み、機密に参与した。尚書左僕射に任じられたがまもなく辞職し、開府儀同三司の地位に留まって政務に当たった。永徽4年（653年）に司空に昇進した。
また、太宗李世民を避諱して李勣と改めた。太宗の時代、凌煙閣にはすでに李勣の肖像画が飾られていたが、高宗は再び李勣の肖像画を描かせ、自ら序文をつけた。小馬に乗って東台・西台に出入りすることや、下級官の一人に送迎させることを許された。
高宗は王皇后を廃位して側室の武昭儀（のちの武則天）を皇后に立てたいと考え、重臣の李勣・長孫無忌・于志寧・褚遂良に相談を持ちかけたが、李勣は病気と称して欠席し、褚遂良らは反対、于志寧は沈黙した。その後、高宗はひそかに李勣を訪ね、「武昭儀を立てたいが顧命の臣が皆反対している。今はやめておこう」と告げると、李勣は「これは陛下の家事ですから、他人に尋ねる必要はありません」と答えた。高宗はついに決意を固めて王皇后を廃位し、李勣・于志寧に命じて武昭儀を皇后に冊立させた。この後、武照による専横の時代が始まり、李勣はこの時代を保身のために招いてしまったと後世から批判を受けることになる。
麟徳2年（665年）、泰山で封禅の儀を行う際に封禅大使となった。武皇后は滑州に住まう李勣の姉を訪れて衣服を贈り、東平郡君に封じた。また、李勣が馬から落ちて足を怪我した時、高宗は自分の乗っていた馬を彼に与えた。
総章元年（668年）の高句麗出兵の際に遼東道行軍総管となり、兵2万を率いて高句麗討伐へ向かった。鴨緑江で高句麗軍を敗走させて平壌城まで追撃し、淵男建は城門を閉ざして抵抗したが、多くの者が城から逃亡して唐に降伏した。劉仁軌・郝処俊・薛仁貴とともに平壌城を包囲して1ヶ月ほどで攻略し、高句麗を滅ぼした。宝蔵王・淵男建・淵男産を捕らえ、高句麗の城すべてを唐の州県とした。勅令により宝蔵王・淵男建を昭陵に献上した後、長安へ凱旋して太廟に報告した。
総章2年（669年）、太子太師に任命された。病に臥せると司衛正卿となり、高宗は人を遣わして李勣を見舞った。同年12月に亡くなった。享年76。

#### 死後
太尉・揚州大都督を追贈され、貞武と諡された。高宗は李勣の死を深く悲しみ、朝議を7日間中止した。葬儀の際、高宗と皇太子は未央宮から慟哭して棺を見送り、昭陵に陪葬した。その墳墓は、衛青や霍去病の墓を模範とし、陰山・鉄山・烏德鞬山を象って造営し、突厥と薛延陀を破った功績を顕彰した。
睿宗の光宅元年（684年）に高宗の廟庭に祀られたが、同年に孫の徐敬業が反乱を起こすと、武太后（武則天）は李勣の官爵を剥奪し、墓を掘り起こして棺を壊し、徐姓に戻した。その息子や孫は誅殺され、生き残った一族は辺境の地へ逃れたという。中宗が復位すると李勣の墳墓は再建され、官爵も復元された。

## 伝記資料
- 『旧唐書』巻67 列伝第17「李勣伝」
- 『新唐書』巻93 列伝第18「李勣伝」